# Микаелян, Артур Геворкович
Артур Геворкович Микаелян (арм. Արթուր Միքայելյան, греч. Αρτούρ Μικαελιάν; род. 8 марта 1970, Кировакан, Армянская ССР) — советский, армянский и греческий боксёр, двукратный чемпион Армении (1992, 1993), пятикратный чемпион Греции (1997—2001), призёр чемпионата мира (1995), участник Олимпийских игр (2000).

## Биография
Артур Микаелян родился 8 марта 1970 года в Кировакане (ныне Ванадзор). Начал заниматься боксом в возрасте 12 лет у Карлена Туманяна. С 1987 года тренировался под руководством Рафаела Меграбяна. В 1989 году был бронзовым призёром чемпионата СССР в наилегчайшем весе. В 1990 году перешёл в легчайшую весовую категорию, становился победителем международных турниров во Франции и Дании, получил звание «Мастер спорта СССР международного класса». В 1992–1996 годах входил в состав сборной Армении, завоевал бронзовую медаль чемпионата мира в Берлине (1995).
В 1997 году переехал в Грецию и в дальнейшем выступал под флагом этой страны. В 2000 году участвовал в Олимпийских играх в Сиднее, в 2001 году выиграл бронзовую медаль Средиземноморских игр в Тунисе и дошёл до четвертьфинала чемпионата мира в Белфасте, где уступил выдающемуся кубинскому боксёру Гильермо Ригондо.
В 2002 году завершил свою спортивную карьеру. В 2005–2009 годах занимался тренерской деятельностью в спортивном обществе «АЕК». В 2009–2010 годах был главным тренером женской сборной Греции по боксу. С 2010 года работает тренером в афинском боксёрском клубе «Balios».